# Chodziłonie
Chodziłonie (błr. Хадзілоні, Chadziloni, ros. Ходилони, Chodiloni) – wieś na Białorusi, w obwodzie grodzieńskim, w rejonie szczuczyńskim. Wchodzi w skład sielsowietu pierszamajskiego.

## Historia
Wieś została opisana w Słowniku geograficznym Królestwa Polskiego. Z opisu wynika, że w 1880 roku wieś była siedzibą okręgu wiejskiego w gminie Pokrowo, w powiecie lidzkim w guberni wileńskiej. 
Podczas dwudziestolecia międzywojennego folwark Chodziłonie leżał w gminie wiejskiej Sobakińce w powiecie lidzkim w województwie nowogródzkim. W 1923 r. we dworze znajdowało się 5, a we wsi 43 domy.